# یواس‌اس مکون (پی‌اف-۹۶)
یواس‌اس مکون (پی‌اف-۹۶) (به انگلیسی: USS Macon (PF-96)) یک کشتی بود که طول آن ۳۰۳ فوت ۱۱ اینچ (۹۲٫۶۳ متر) بود.